# Necopinatum mirabile
Necopinatum mirabile is een soort in de taxonomische indeling van de beerdiertjes (Tardigrada).
Het diertje behoort tot het geslacht Necopinatum en behoort tot de familie Necopinatidae. De wetenschappelijke naam van de soort werd voor het eerst geldig gepubliceerd in 1971 door Pilato.